# Avenida de las Camelias
Avenida de las Camelias (česky Třída kamélií) je slavnostní argentinská pochodová skladba, kterou v roce 1915 složil hudební skladatel Pedro Maranesi.
Skladbu složil v roce 1915 kapelník a kapitán symfonické kapely 6. divize Argentinské armády Pedro Maranesi. Pochod byl pojmenován po nově otevřené třídě v obci Rosario de la Frontera v provincii Salta na severu země, kde probíhaly přehlídky Argentinské armády. Tato ulice se nazývala po kamélii, původně asijské květině v Argentině hojně rozšířené. Díky svému důrazném rytmu se skladba stala jednou z hlavních pochodů argentinských ozbrojených sil. Mimo Argentinu populární skladbu používali i armádní hudby v Německu či Polsku již v období druhé světové války.